# Friedrich Robert Faehlmann
Friedrich Robert Faehlmann Faehlmann (Fählmann) (Estonia, 20 dicembre 1798 – Tartu, 21 settembre 1850) è stato uno scrittore, medico e filologo estone.

## Biografia
Faehlmann nacque da uomo nativo di Ao Manor, Järvamaa. Nel 1825 si laureò presso il Dipartimento di medicina dell'Università di Dorpat. Nel 1827 conseguì il dottorato in medicina della quale divenne medico di Dorpat (oggi Tartu). Inoltre insegnò lingua estone nella medesima università durante il 1842-1850.
Nel 1820 si interessò di cultura estone e nel 1838 divenne co-fondatore della società estone.
Faehlmann portò sempre attenzione al folclore estone di Kalevipoeg. Inoltre scrisse una serie di racconti.
Fu co-fondatore della società estone Learned presso l'Università di Dorpat, diventandone poi presidente (1843-1850).
Nel 1840 pubblicò un'opera narrativa intitolata Koit ja Hämarik ("Alba e tramonto").
Fählmann morì di tubercolosi a Dorpat.

## Pubblicazioni
- M.D. dissertation "Observationes inflammationum occultiorum" (1827)
- "Versuch einer neuen Anordnung der Conjunctionen in der estnischen Sprache" (1842)
- "Ueber die Declination der estnischen Nomina" (1844)
- "Die Ruhrepidemie in Dorpat im Herbst 1846" (1846)
- "Verhandlungen der Gelehrten estnischen Gesellschaft" (1852)

## Onori
Nel 1930 un busto in bronzo (scultore V. Mellik) è stato posto a Tartu.